# Te estoy amando locamente
Te estoy amando locamente (lit. ‘T'estic estimant amb bogeria’) és una pel·lícula dramàtica LGBT espanyola de 2023, dirigida per Alejandro Marín.

## Argument
Està ambientada a Sevilla en l'any 1977, en una època on l'homosexualitat és considerada un delicte d'acord la llei sobre perillositat i rehabilitació social. Reme, una mare tradicional moguda per l'amor del seu fill, un adolescent aspirant a artista, s'involucrarà en el moviment LGTBI andalús, gestat paradoxalment en el si de l'Església.

## Repartiment
- Omar Banana com a Miguel
- Alba Flores com a Lole
- Ana Wagener com a Reme
- Pepa Gracia
- Carlos Bernardino
- Alicia Moruno
- Ignacio de la Porta
- Alex de la Croix
- Eloína Marcos
- Enara Prieto
- Mar Cambrollé
- Nacho Gómez
- La Dani
- Úrsula Díaz Manzano
- Lola Buzón
- Jesús Carroza
- Manuel Morón
- Mari Paz Sayago
- Antonio Sides[6]

## Producció
La pel·lícula va ser rodada a Barcelona, Mataró, Terrassa i també a la capital andalusa, Sevilla. El rodatge va finalitzar el novembre de 2022.

## Estrena
La pel·lícula es va preestrenar a Saragossa el 22 de juny de 2023 i el 23 de juny va inaugurar les festes de l'Orgull de Madrid. A Catalunya, es va preestrenar el 4 de juliol de 2023 per part de Filmax.